# 弥生 (弘前市)
弥生（やよい）は、青森県弘前市の地名。郵便番号は036-1361。

## 地理
当地を青森県道30号岩木山環状線が縦貫する。北は高杉、東は中別所、南は新岡、南から北にかけて百沢に接する。

### 小字
小字として弥生平がある。

## 歴史
- 昭和初期 - もとは隣接する中別所の一部で、岩木山麓の開発のために入植したのが始まり。当時は大豆・小豆・野菜を栽培していた。
- 現在 - 高品質のりんごの育成に力を入れる。

### 沿革
- 1940年（昭和15年） - 中別所の一部から分離。
- 1955年（昭和30年） - 弘前市に所属、弘前市の大字になる。

## 世帯数と人口
2017年（平成29年）6月1日現在の世帯数と人口は以下の通りである。
| 大字             | 世帯数 | 人口  |
| ---------------- | ------ | ----- |
| 弥生（小字全域） | 48世帯 | 124人 |

## 施設

### 教育
- 弥生保育所

### 公共
- 弥生会館

## 小・中学校の学区
市立小・中学校に通う場合、学区は以下の通りとなる。
| 大字 | 番地 | 小学校             | 中学校             |
| ---- | ---- | ------------------ | ------------------ |
| 弥生 | 全域 | 弘前市立船沢小学校 | 弘前市立船沢中学校 |

## 交通
- 弘南バス

外ヶ沢入口、弥生、弥生小学校前、弥生南口（弘前バスターミナル - 弥生線）停留所。